# ۲۳۹ (پیش از میلاد)

## رویدادها
- سپاهیان مزدور کارتاژ را به محاصره درآوردند. زمانی که شهر اوتیکا ساز جدایی از کارتاژ را سر داد، کارتاژ از هیرو دوم سیراکوزی و رم یاری خواست؛ ولی رهبر مزدوران کوشش‌های رم را رد کرد.
- ساردینی بر کارتاژ شورید و روم فرصت یافت تا این جزیره را به مرزهای خود بپیوندد.
- دیمتریوس دوم مقدونی به پادشاهی رسید.
- تازش‌های پی در پی آراتوس سیوکونی فرمانده اتحاد آخایا بر آتن و آرگوس.
- آنتیوخوس هیراکس فرمانروای آناتولی و برادر سلوکوس دوم سپاهی را به ظاهر برای یاری بدو در جنگ با مصر باستان و در اصل برای سرنگونی برادر و به دست گرفتن قدرت به سوی او فرستاد. اینچنین سلوکوس پس از پایان جنگ با مصر به آناتولی تاخت و نبرد با برادر را آغاز نمود.
- دیودوت پادشاه دولت یونانی باختر سپاه اشکانی را شکست‌داد. سکهٔ دیودوت که او را دیهیم بر سر نشان می‌دهد.

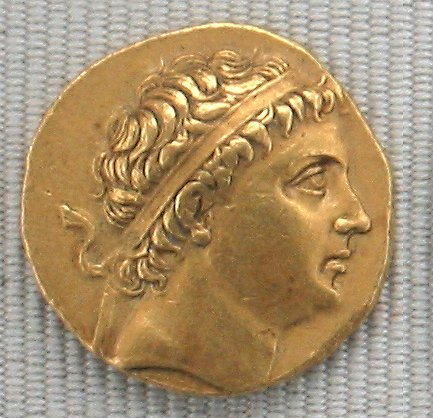
سکهٔ دیودوت که او را دیهیم بر سر نشان می‌دهد.

- هائه‌موسو پادشاهی کره‌ای بوکبویه‌ئو را در منچوری امروزین بنیاد نهاد.

## زادروزها
- انیوس شاعر و نویسندهٔ لاتین، در شعر رم.

## مرگ‌ها
- آنتیگون دوم پادشاه مقدونیه.
- دیودوت پادشاه دولت یونانی باختر.